# Leseprobe
Die Leseprobe im Theater und in der Filmindustrie ist gewöhnlich die erste Probe oder Probephase mit dem versammelten Ensemble zu Beginn einer Probezeit, bei der das gesamte Stück bzw. das Drehbuch mit verteilten Rollen gelesen wird. Ferner dient sie auch als Einstieg in die Probearbeit an einer bestimmten Szene.
Die Leseprobe geschieht am Tisch und setzt voraus, dass alle Mitwirkenden (Regisseur, Dramaturg, Regieassistenten, Schauspieler) denselben Text vor sich haben. 

## Theater
Die Leseprobe dient vor allem zum Eintragen der Striche und zur Diskussion von Unklarheiten. Ferner gibt sie einen ersten Eindruck von der Rollenbesetzung sowie von den zeitlichen Proportionen des gelesenen Textes. Vor der Leseprobe ist es nicht üblich, die Rollen zu lernen, aber die Bekanntheit mit dem Stück wird vorausgesetzt. – Traditionell folgt auf die Leseprobe die Stellprobe.
Im Verlagswesen werden außerdem kostenlose Auszüge aus Büchern oder Zeitschriften als Leseprobe bezeichnet.

## Film
Auch in der Filmindustrie spielt die Leseprobe eine wichtige Rolle und findet in der Regel am Ende der Vorproduktion – vor Beginn der eigentlichen Dreharbeiten – im Beisein der Darsteller und Vertreter des Filmstabs statt. Es handelt sich um eine strukturierte Lesung des Drehbuchs, bei der die Sprechrollen, Regieanweisungen und Szenenüberschriften laut vorgelesen werden. Neben dem Handlungsverlauf wird bei der Leseprobe auch die Passung der Dialoge auf die Rollen und die Besetzung hin überprüft, sodass Änderungen am Drehbuch noch vor Produktionsbeginn vorgenommen werden können.
Insbesondere bei der oft nichtlinearen Serienproduktion bietet die Leseprobe auch vielen Mitgliedern des Produktionsteams die Gelegenheit, das Drehbuch zum ersten Mal zu lesen und mit einer konkreten Vorstellung des anvisierten Produkts in die Produktion zu starten.